# Dorsaal

De neuraxis bij een mens en hond

Dorsaal, Latijn: dorsum, rug, is de plaatsaanduiding van een lichaamsonderdeel aan de rugzijde, de achterkant van het lichaam, als het lichaam zich in de anatomische houding bevindt. De tegenovergestelde ligging is ventraal. De hiel ligt bij de voet dorsaal, de tenen ventraal.
Deze verdeling tussen rug- en buikzijde komt tot stand door een imaginaire lijn, de neuraxis, in zoogdieren van kop naar staart te trekken. Dorsaal het deel van het lichaam dat aan de kant van de rug ligt, ventraal is het deel, dat aan de kant van de buik van de neuraxis, voor de neuraxis, ligt. Opmerkelijk is dat het hele bovenste gedeelte van de hersenen tot het dorsale gedeelte wordt gerekend. Dit komt doordat de mens rechtop loopt, in tegenstelling tot bijvoorbeeld een krokodil, die op vier poten loopt en waarbij de bovenkant van het hoofd aan de rugzijde ligt. Bij mensen loopt de neuraxis in het hoofd hierdoor niet rechtdoor, maar maakt een bocht van 90 graden om te eindigen bij het voorhoofd.
superior · inferior · anterior · posterior 

craniaal · rostraal · caudaal 

proximaal · distaal 

ventraal · dorsaal · lateraal · mediaal
coronaal · sagittaal · mediaan · transversaal 

nasaal · temporaal · occipitaal 

contralateraal · ipsilateraal · bilateraal · unilateraal 

afferent · efferent